# Carol Reed

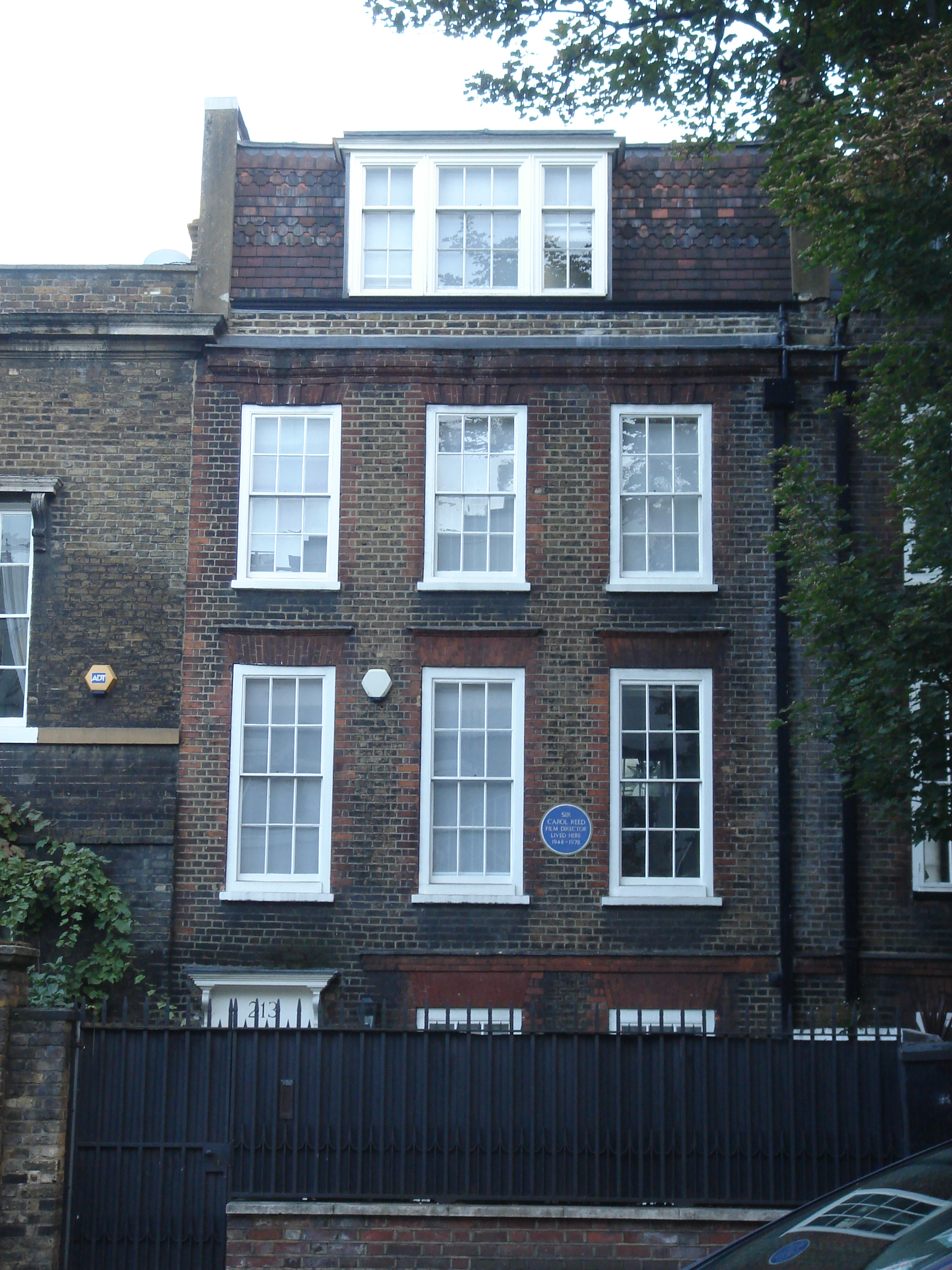
213 en 215 King's Road, voormalig woonhuis van Reed

Sir Carol Reed (Londen, 30 december 1906 – aldaar, 25 april 1976) was een Engels filmregisseur, voornamelijk bekend van de films The Third Man en Oliver!, waarvoor hij een Oscar won.

## Biografie
Carol Reed was de buitenechtelijke zoon van Herbert Beerbohm Tree, een van de grootste acteurs van zijn tijd, met zijn maîtresse May Pinney Reed. Hij werd geboren in Putney, Londen, en kreeg les aan The King's School te Canterbury. Op jonge leeftijd kreeg hij interesse in acteren, maar zijn moeder zag zoiets niet zitten. Op een gegeven moment stuurde ze hem zelfs naar de Verenigde Staten om daar op een grote kippenboerderij te werken en boer te worden. Na zes maanden keerde hij echter weer terug naar Engeland om acteur te worden.

### Carrière
Reed maakte zijn debuut op 17-jarige leeftijd in 1924 als lid van het toneelgezelschap van Sybil Thorndike. Na een reeks kleine rolletjes werd hij in 1927 lid van het toneelgezelschap van schrijver Edgar Wallace. Reed speelde mee in enkele van op zijn boeken gebaseerde toneelstukken, adviseerde Wallace bij het bewerken van zijn romans en tevens was hij actief als assistent-regisseur. Begin jaren dertig verliet hij het theater om te gaan werken bij de film. In 1932 kreeg hij een baan als dialoogregisseur bij filmstudio Associated Talking Pictures, het latere Ealing Studios, en als assistent van de oprichter van de studio, Basil Dean.
Bij de studio werkte hij zich op van dialoogregisseur naar assistent-regisseur van Dean, tot hij in 1935 zijn eigen films mocht regisseren. Zijn eerste films, waaronder de komedie Laburnum Grove (1936), waren goedkope, snel gemaakte films zoals karakteristiek was voor de Britse B-films uit die tijd. Hij maakte zich van dit type films los in 1940 met films als The Stars Look Down, met Michael Redgrave in de hoofdrol, en de komische thriller Night Train to Munich met Rex Harrison, waarmee hij zijn naam als talentvol regisseur vestigde. De laatste film wordt vaak gezien als een vervolg op The Lady Vanishes van Alfred Hitchcock. Beide films hebben dezelfde scenarioschrijvers, Frank Launder en Sidney Gilliat, en dezelfde komische bijrollen, de cricketfanaten Charters en Caldicott, gespeeld door Basil Rathbone en Naunton Wayne. Met schrijversduo Launder en Gilliat zou Reed nog drie films maken.
Met het uitbreken van de Tweede Wereldoorlog diende hij in de filmeenheid van het Britse Leger, waarvoor hij de korte propagandafilm A Letter from Home (1941) en de instructiefilm The New Lot (1943) maakte. Dankzij het succes van die laatste film werd hij aangesteld om de lange propagandafilm, The Way Ahead (1944) te maken met David Niven in de hoofdrol. Tevens maakte hij met Garson Kanin een Oscar-winnende compilatie-documentaire over de oorlog, The True Glory (1945). Dankzij het succes van de laatste twee films bevestigde Reed zijn reputatie als groot talent en kreeg hij de vrijheid om zijn eigen projecten te verfilmen. Met behulp van studiobaas J. Arthur Rank maakte hij Odd Man Out uit 1947. De film, een psychologische thriller over de laatste uren van een dodelijk gewonde IRA-agent (gespeeld door James Mason) op de vlucht, werd een groot succes. Reed brak hiermee definitief door als een van de belangrijkste Britse filmmakers van zijn tijd. Het was de eerste van een reeks films die Reed naast regisseren ook zelf zou produceren.
Na Odd Man Out verliet hij Rank om te werken voor London Films van Alexander Korda. Via Korda kwam Reed in aanraking met schrijver Graham Greene. Reed zou verscheidene van zijn verhalen verfilmen. De eerste Greene-verfilming was The Fallen Idol uit 1948. Dit intelligent vertelde drama over de dramatische problemen van een butler (Ralph Richardson), bekeken door de ogen van een kind, de zoon van zijn baas die hem verafgoodt. De film werd een groot kritisch succes en Reed kreeg zijn eerste Oscarnominatie.
Zijn volgende film, The Third Man uit 1949, zou uitgroeien tot zijn bekendste werk. The Third Man is een noir thriller, gebaseerd op de gelijknamige roman van Greene, die zich afspeelt in het naoorlogse Wenen. De film werd geproduceerd door Korda en de Amerikaanse producent David O. Selznick, met Joseph Cotten, Orson Welles, Trevor Howard en Alida Valli in de hoofdrollen, camerawerk van Reeds vaste cameraman Robert Krasker en opmerkelijke muziek van citerspeler Anton Karas. Reed werd genomineerd voor de Academy Award voor Beste Regisseur en won de Grote Prijs van het Filmfestival van Cannes.
The Third Man was het hoogtepunt van zijn carrière. Zijn latere films, als Outcast of the Islands (1951), The Man Between (1953) en A Kid for Two Farthings (1955), waren veel minder succesvol. In 1953 werd Reed geridderd, de eerste Britse filmregisseur die deze eer kreeg. In 1955 maakte hij zijn eerste Hollywoodfilm, Trapeze, met Burt Lancaster en Tony Curtis in de hoofdrollen. In 1959 verfilmde hij weer een scenario van Greene, Our Man in Havana, met Alec Guinness in de hoofdrol.
MGM trok in 1962 Reed aan om een nieuwe versie van Mutiny on the Bounty te verfilmen, met hoofdrollen voor onder andere Marlon Brando en Trevor Howard. Reed kon echter niet overweg met het grote ego van Brando en verliet de film na enkele maanden om te worden vervangen door Lewis Milestone. Reed wist niet dat de filmstudio volledige artistieke vrijheid aan Brando had beloofd. Zijn volgende film, The Agony and the Ecstasy uit 1965, vertelde het verhaal van Michelangelo (gespeeld door Charlton Heston) en zijn moeizame relatie met Paus Julius II (Rex Harrison) ten tijde van zijn werk aan de Sixtijnse Kapel. Ook deze film wist geen succes te worden.
Pas in 1968 wist Reed weer een succesvolle film te maken met Oliver!, zijn eerste en enige musical, gebaseerd op het gelijknamige toneelstuk, een bewerking van Charles Dickens' bekende roman Oliver Twist. De film was een van de weinige winstgevende musicals uit die tijd (eind jaren zestig flopte het overgrote merendeel van de musicals) en werd genomineerd voor elf Oscars, waarvan hij er vijf won, waaronder die voor Beste Film en Beste Regisseur, Reeds enige Oscar. Carol Reeds neef Oliver Reed speelde een van de hoofdrollen, Bill Sikes. Na Oliver! maakte Reed nog twee films, die geen groot publiek wisten te bereiken.

### Persoonlijk leven
Carol Reed was tweemaal getrouwd, met de Britse filmster Diane Wynyard van 1943 tot 1947 en met actrice Penelope Dudley Ward van 1948 tot zijn dood in 1976. Met Penelope kreeg hij een zoon, Max. Zijn stiefdochter Tracy Reed (dochter van Penelope uit een eerder huwelijk) werd later eveneens actrice. Reed heeft relaties gehad met onder andere schrijfster Daphne du Maurier en actrice Jessie Matthews.
Carol Reed overleed op 69-jarige leeftijd aan een hartaanval in Chelsea, Londen.

## Stijl
Films van Carol Reed werden gekarakteriseerd door de nadruk op kleine maar onthullende details en de aandacht voor atmosfeer en plaats van handeling. Reed filmde regelmatig op locatie en wist deze locaties te gebruiken om een bepaalde sfeer te scheppen. Zo maakte hij regelmatig gebruik van smalle, donkere ruimtes met geheime hoeken en gaten, zoals het Weense rioolsysteem in een achtervolgingsscène in The Third Man. Ook gebruikte hij regelmatig trappen en ladders en dramatische gezichtspunten zoals Dutch angles, zowel in The Third Man als in The Fallen Idol en de scène op London Bridge in Oliver!. Scènes waarin een moment van ongemak of spanning wordt getoond worden veelal met een gekantelde camera gefilmd, vanuit een Dutch angle. Latere films, waarin Reed een groter budget te besteden had, vertoonden minder van deze karakteristieke punten.
Reed werkte ook regelmatig met kinderen. Zo wordt The Fallen Idol verteld vanuit het oogpunt van een kleine jongen en heeft Oliver! een groot aantal kinderen onder de acteurs.

## Filmografie
- 1935: It Happened in Paris
- 1935: Midshipman Easy
- 1936: Laburnum Grove
- 1937: Talk of the Devil
- 1937: Who's Your Lady Friend?
- 1938: Penny Paradise
- 1938: Bank Holiday
- 1938: Climbing High
- 1939: A Girl Must Live
- 1940: The Stars Look Down
- 1940: Girl in the News
- 1940: Night Train to Munich
- 1941: Kipps
- 1942: The Young Mr. Pitt
- 1944: The Way Ahead
- 1947: Odd Man Out
- 1948: The Fallen Idol
- 1949: The Third Man
- 1952: Outcast of the Islands
- 1953: The Man Between
- 1955: A Kid for Two Farthings
- 1956: Trapeze
- 1958: The Key
- 1959: Our Man in Havana
- 1963: The Running Man
- 1965: The Agony and the Ecstasy
- 1968: Oliver!
- 1970: The Last Warrior
- 1972: Follow Me!